# Маршалл Ейвері Гоу
Ма́ршалл Е́йвері Го́у (англ. Marshall Avery Howe, 6 червня 1867 — 1936) — американський ботанік, систематик, морфолог, куратор і третій директор Нью-Йоркського ботанічного саду. Він спеціалізувався на вивченні печіночників (Hepaticae) і водоростей, а також був експертом з вирощування жоржин та інших декоративних рослин.
Маршалл Ейвері Хоу народився в Ньюфейні, штат Вермонт, 6 червня 1867 року. Старший з 5 дітей, він був названий на честь свого батька Маршалла Отіса Гоу та дідуся по материнській лінії Ейвері Джозефа Декстера і наполягав на використанні свого повного імені.
Маршалл Ейвері Гоу закінчив Вермонтський університет у 1890 році, де він був сусідом по кімнаті зі своїм другом на все життя доктором Абелем Джоелем Гроутом. Після закінчення університету Гоу рік викладав у середній школі Браттлборо, але влітку 1891 року залишив її, щоб стати викладачем криптогамної ботаніки в Каліфорнійському університеті в Берклі. Наприкінці 1895-1896 навчального року Гоу подав у відставку, щоб отримати стипендію в Колумбійському університеті, де він вивчав Печіночники разом з Люсьєном Маркусом Андервудом. Хоу був одним із засновників Вермонтського ботанічного клубу в 1895 році (зараз Вермонтський ботанічний та пташиний клуб). У 1898 році він отримав ступінь доктора філософії в Колумбійському університеті і з 1898 по 1901 рік був куратором університетського гербарію. У цей час реалізовувалися плани створення Нью-Йоркського ботанічного саду, і гербарій Колумбійського університету був переданий на зберігання до Нью-Йоркського ботанічного саду. У 1901 році Гоу став членом наукового колективу Нью-Йоркського ботанічного саду, а в 1906 році - його куратором. Обіймав посаду головного редактора Ботанічного клубу Торрея в 1908-1910 роках та президента цієї організації у 1936 році. Із 1901 року і до своєї смерті в 1936 році Хоу був пов'язаний з Нью-Йоркським ботанічним садом, будучи призначеним помічником директора в 1923 році і директором в 1935 році після відставки Елмера Дрю Меррілла.
Був активним членом "Садового клубу", а також служив секретарем, а згодом президентом Опікунської ради безкоштовної бібліотеки Плезантвіля.
Маршалл Ейвері Гоу одружився з Едіт Мортон Паккард у 1909 році і мав двох дітей - Гертруду Декстер Гоу та Прентисс Меллен Гоу.

## Публікації
- Howe, M.A. 1899. The Hepaticae and Anthocerotes of California. Memoirs of the Torrey Botanical Club 7: 1–208; pls. 88–122.
- Howe, M.A. & Underwood, L.M. 1903. The genus Riella, with descriptions of new species from North America and the Canary Islands. Bulletin of the Torrey Botanical Club 30: 214–224; pls. xi–xii. BHL
- Howe, M.A. 1904. Notes on Bahaman algae. Bulletin of the Torrey Botanical Club 31: 93–100. BHL Reference page.
- Howe, M.A. 1905. Phycological studies - I. New Chlorophyceae from Florida and the Bahamas. Bulletin of the Torrey Botanical Club 32: 241–252, pls 11–15. BHL Reference page.
- Howe, M.A. 1905. Phycological studies - II. New Chlorophyceae, new Rhodophyceae and miscellaneous notes. Bulletin of the Torrey Botanical Club 32: 563–586, pls 23–29. BHL Reference page.
- Howe, M.A. 1907. Phycological studies - III. Further notes on Halimeda and Avrainvillea. Bulletin of the Torrey Botanical Club 34: 491–516. BHL Reference page.
- Howe, M.A. 1909. Phycological studies - IV. The genus Neomeris and notes on other Siphonales. Bulletin of the Torrey Botanical Club 36: 75–104. BHL Reference page.
- Howe, M.A. 1911. Phycological studies - V. Some marine algae of Lower California, Mexico. Bulletin of the Torrey Botanical Club 38: 489–514, 1 fig., pls 27–34. BHL Reference page.
- Howe, M.A. 1914. The marine algae of Peru. Memoirs of the Torrey Botanical Club 15: 1–185, 44 figs, 66 plates. BHL Reference page.
- Howe, M.A. 1915. Report on a visit to Porto Rico for collecting marine algae. Journal of the New York Botanical Garden 16: 219–225. BHL Reference page.
- Howe, M.A. & Hoyt, W.D. 1916. Notes on some marine algae from the vicinity of Beaufort, North Carolina. Memoirs of the New York Botanical Garden 6: 105–123, Plates 11–15. BHL Reference page.
- Collins, F.S. & Howe, M.A. 1916. Notes on species of Halymenia. Bulletin of the Torrey Botanical Club 43: 169–182. BHL Reference page.
- Howe, M.A. & Lyon, H.L. 1916. Algae. pp. 31–32. In: Palmyra Island with a description of its flora. (Rock, J.F. Ed.). 53 pp. College of Hawaii Publications. College Records Bulletin No. 4. Reference page.
- Howe, M.A. 1918. Class 3. Algae. In: Flora of Bermuda (illustrated). (Britton, N.L. Eds), pp. 489–540. New York: Charles Scribner's Sons. BHL Reference page.
- Howe, M.A. 1919. On some fossil and recent Lithothamnieae of the Panama Canal Zone. Smithsonian Institution, United States National Museum, Bulletin 103: 1–13, Plates 1-11. BHL Reference page.
- Howe, M.A. 1920. Algae. In: The Bahama flora. (Britton, N.L. & Millspaugh, C.F. Eds), pp. 553–618. New York: published by the authors. BHL Reference page.
- Haynes, C.C. & Howe, M.A. (1923) "Sphaerocarpales". North American Flora 14(1): 2–8.
- Howe, M.A. 1924. Notes on algae of Bermuda and the Bahamas. Bulletin of the Torrey Botanical Club 51: 351–359. BHL Reference page.
- Howe, M.A. 1928. Notes on some marine algae from Brazil and Barbados. Journal of the Washington Academy of Science 18: 186–194. 0043-0439 BHL Reference page.
- Howe, M.A. & Taylor, W.R. 1931. Notes on new or little-known marine algae from Brazil. Brittonia 1: 7–33. JSTOR DOI: 10.2307/2804654 Reference page.
- Howe, M.A. 1932. Marine algae from the Islands of Panay and Negros (Philippines) and Niuafoou (between Samoa and Fiji). Journal of the Washington Academy of Sciences 22(7): 167–170. BHL Reference page.
- Howe, M.A. 1934. Eocene marine algae (Lithothamnieae) from the Sierra Blanca limestone. Bulletin of the Geological Society of America 45: 507–518, 4 plates. Reference page.
- Howe, M.A. 1934. Hawaiian algae collected by Dr. Paul C. Galtsoff. Journal of the Washington Academy of Sciences 24: 32–42. BHL Reference page.